# Villers-lès-Mangiennes
Villers-lès-Mangiennes – miejscowość i gmina we Francji, w regionie Grand Est, w departamencie Moza.
Według danych na rok 1990 gminę zamieszkiwało 86 osób, a gęstość zaludnienia wynosiła 10 osób/km² (wśród 2335 gmin Lotaryngii Villers-lès-Mangiennes plasuje się na 959. miejscu pod względem liczby ludności, natomiast pod względem powierzchni na miejscu 701.).